# Anne Landois
Pour les articles homonymes, voir Landois.
Anne Landois  est une scénariste française.

## Biographie
En 2013, Anne Landois succède à Jacques Dercourt à la tête de l'association de médiation et d'arbitrage des professionnels de l’audiovisuel (AMAPA)

## Filmographie
Comme scénariste :
- 1996 : Crime sans témoin (téléfilm)
- 1998 : Peur blanche (téléfilm) - série Vertiges
- 1999 : Brigade spéciale (série télévisée), épisode Enfance volée
- 2001 : Une femme piégée (téléfilm) - série Vertiges
- 2003 : La Femme de l'ombre (téléfilm) - série Vertiges
- 2004 : La Nuit du meurtre (téléfilm)
- 2006 : Septième Ciel Belgique (série télévisée) - 24 épisodes
- 2006 : Rendez-moi justice (téléfilm)
- 2009 : Engrenages (série télévisée) - troisième saison, 4 épisodes
- 2017 : Engrenages (série télévisée) - saison 6, 12 épisodes
- 2020 : La Promesse (série télévisée) - 6 épisodes
- 2023 : 66-5 (série télévisée)
- 2025 : 37 secondes (série télévisée)